# 前橋市立嶺小学校
前橋市立嶺小学校（まえばししりつ みねしょうがっこう）は、群馬県前橋市にかつてあった公立小学校。

## 歴史
- 1874年（明治7年）1月11日 - 赤城小学校として嶺村字天沼に開校。
- 1884年（明治17年）11月 - 南勢多第二小学校第一分校。
- 1886年（明治19年）4月 - 南勢多第六尋常小学校。
- 1887年（明治20年）3月 - 時沢村へ移転。時沢尋常小学校となる。
- 1889年（明治22年）5月 - 町村制施行により嶺村は芳賀村となり、芳賀小学校の分校となる。
- 1892年（明治25年）11月 - 芳賀小学校より分離独立、嶺尋常小学校となる。
- 1941年（昭和16年）4月 - 勢多郡芳賀村嶺国民学校となる。
- 1947年（昭和22年） - 学制改革により芳賀村立嶺小学校となる。
- 1948年（昭和23年）12月23日 - 金丸分校開校。
- 1954年（昭和29年）4月1日 - 前橋市との合併により前橋市立嶺小学校となる。
- 1968年（昭和43年）6月17日 - 金丸分校と統合、校舎新築。
- 1969年（昭和44年） - 体育館新設。
- 1971年（昭和46年） - プール新設。
- 2015年（平成27年）3月 - 児童数が減少したなどの理由で閉校。

## 所在地
群馬県前橋市嶺町1409-2

## 学区
- 嶺町
- 金丸町

## 学校周辺
- 嶺公園
- わかくさ幼稚園

嶺小学校周辺には、りんご畑などが密集している。